# Kabinett Yamagata I
Das erste Kabinett Yamagata (jap. 第1次山縣内閣, dai-ichiji Yamagata naikaku) regierte Japan unter Führung von Premierminister Generalleutnant Graf Yamagata Aritomo vom 24. Dezember 1889 bis zum 6. Mai 1891.
Nach dem Rücktritt von Generalleutnant Graf Kuroda Kiyotaka und der Übergangsregierung von Fürst Sanjō Sanetomi einigte sich die Meiji-Oligarchie auf Innenminister Yamagata als Nachfolger, einem ausgesprochenen Gegner politischer Parteien, die sich in Vorbereitung auf die Meiji-Verfassung und der Errichtung des Reichstages formierten. Yamagatas Kabinett war wie die Vorgängerkabinette ein han-batsu naikaku (藩閥内閣; dt. etwa „Klanskabinett“), das sich vor allem aus den vier ehemaligen südjapanischen Lehen (han) rekrutierte, die die Meiji-Restauration getragen hatten: Yamagatas Heimat Chōshū, Kurodas Heimat Satsuma, Tosa und Hizen.
Die Meiji-Verfassung trat im November 1890 in Kraft, bei der ersten Unterhauswahl hatten die bürgerlichen Parteien eine Mehrheit gewonnen und forderten Steuersenkungen und Ausgabenkürzungen. Yamagata wollte zwar nicht mit den politischen Parteien zusammenarbeiten, konnte aber auch bei Neuwahlen nach einer Auflösung des Unterhauses keine neuen Mehrheitsverhältnisse erwarten; für den Haushalt 1891 kam es nach mehrwöchigen Verhandlungen zu einem Kompromiss. Anfang Mai trat Yamagata zurück. Auf seine Empfehlung wurde Finanzminister Matsukata zum Nachfolger ernannt.
Mit Mutsu Munemitsu, der bei der Abgeordnetenhauswahl 1890 einen Sitz im 1. Wahlkreis der Präfektur Wakayama gewann, gehörte erstmals ein gewählter Abgeordneter einem Kabinett an.

## Staatsminister
| Amt                                       | Name                                  | Adelsrang militär. Rang                                      | Herkunft                        |
| ----------------------------------------- | ------------------------------------- | ------------------------------------------------------------ | ------------------------------- |
| Premierminister                           | Yamagata Aritomo                      | hakushaku (Graf) rikugun-chūshō (Generalleutnant des Heeres) | Chōshū                          |
| Außenminister                             | Aoki Shūzō                            | shishaku (Vizegraf)                                          | Chōshū                          |
| Innenminister                             | Yamagata Aritomo (bis 17. Mai 1890)   | hakushaku (Graf) rikugun-chūshō (Generalleutnant des Heeres) | Chōshū                          |
| Innenminister                             | Saigō Jūdō (ab 17. Mai 1890)          | hakushaku (Graf) rikugun-chūshō (Generalleutnant des Heeres) | Satsuma                         |
| Finanzminister                            | Matsukata Masayoshi                   | hakushaku (Graf)                                             | Satsuma                         |
| Heeresminister                            | Ōyama Iwao                            | hakushaku (Graf) rikugun-chūshō (Generalleutnant des Heeres) | Satsuma                         |
| Marineminister                            | Saigō Jūdō (bis 17. Mai 1890)         | hakushaku (Graf) rikugun-chūshō (Generalleutnant des Heeres) | Satsuma                         |
| Marineminister                            | Kabayama Sukenori (ab 17. Mai 1890)   | shishaku (Vizegraf) kaigun-chūshō (Vizeadmiral der Marine)   | Satsuma                         |
| Justizminister                            | Yamada Akiyoshi                       | hakushaku (Graf) rikugun-chūshō (Generalleutnant des Heeres) | Chōshū                          |
| Kultusminister                            | Enomoto Takeaki (bis 17. Mai 1890)    | shishaku (Vizegraf) kaigun-chūshō (Vizeadmiral der Marine)   | (bakushin/Ex-Tokugawa-Anhänger) |
| Kultusminister                            | Yoshikawa Akimasa (ab 17. Mai 1890)   |                                                              | Tokushima                       |
| Minister für Landwirtschaft und Handel    | Iwamura Michitoshi (bis 17. Mai 1890) | –                                                            | Tosa                            |
| Minister für Landwirtschaft und Handel    | Mutsu Munemitsu (ab 17. Mai 1890)     | –                                                            | Kishū                           |
| Kommunikationsminister                    | Gotō Shōjirō                          | hakushaku (Graf)                                             | Tosa                            |
| Hanretsu (Minister ohne Geschäftsbereich) | Ōki Takatō                            | hakushaku (Graf)                                             | Hizen                           |

## Weitere Positionen
| Amt                        | Name                                    | Adelsrang militär. Rang | Herkunft |
| -------------------------- | --------------------------------------- | ----------------------- | -------- |
| Chefkabinettssekretär      | Komaki Masanari (bis 26. Dezember 1889) |                         | Satsuma  |
| Chefkabinettssekretär      | Sufu Kōhei (ab 26. Dezember 1889)       | danshaku (Baron)        | Chōshū   |
| Leiter des Legislativbüros | Inoue Kowashi                           |                         | Higo     |